# Lenny Lacroix
Lenny Lacroix (* 6. Februar 2003 in Straßburg) ist ein französischer Fußballspieler.

## Karriere

### Verein
Lacroix entstammt der Jugendakademie von Racing Straßburg, wo er von 2009 bis 2016 spielte. Anschließend spielte er ein Jahr in der Jugend des FC Mulhouse und im Sommer 2017 wechselte er zum FC Metz. Dort spielte er in der Saison 2018/19 fünfmal für die fünftklassige Zweitmannschaft, die jedoch nach der Saison in die National 2 aufstieg. Mitte Dezember 2019 erhielt er zudem seinen ersten Profivertrag beim FC Metz und stand kurz darauf im Kader einer Erstligapartie. Zudem kam er in der Saison noch einmal im französischen U19-Turnier Coupe Gambardella zum Einsatz. In der Saison 2020/21 stand er weiterhin öfters im Kader der Profis und spielte sechsmal in der vierten Liga für die Zweitauswahl. Nach diversen weiteren Spielen im Amateurbereich, debütierte er am 16. Januar 2022 (21. Spieltag) nach Einwechslung in der Halbzeitpause bei einem 1:0-Sieg über Stade Reims in der Ligue 1. Bis zum Saisonende folgten noch zwei weitere Einsätze bei den Profis, doch der Verein stieg erneut in die Zweitklassigkeit ab. Anfang August gab dann die in der portugiesischen Segunda Liga spielenden Reservemannschaft von Benfica Lissabon die Verpflichtung des Innenverteidigers bekannt.

### Nationalmannschaft
Seit 2018 kommt Lacroix in diversen französischen Jugendnationalmannschaften zum Einsatz, aktuell für dessen U-19-Auswahl.